# پوخکریشن ام تراتبرگ
پوخکریشن ام تراتبرگ (به آلمانی: Puchkirchen am Trattberg) یک منطقهٔ مسکونی در اتریش است که در ناحیه وکلابروک واقع شده‌است. پوخکریشن ام تراتبرگ ۸ کیلومتر مربع مساحت دارد ۵۵۷ متر بالاتر از سطح دریا واقع شده‌است.